# Успенська церква (Кобижча)
Успенська церква — втрачена пам'ятка дерев'яної архітектури, яка була розташована у с. Кобижча, Ніжинського району, Чернігівської області.

## Історія
Церква розташовувалася на північній околиці села. Землю під будівництво церкви було виділено 1874 року.
1875 року було закладено наріжний камінь та освячено будівництво церкви. Було також виділено 36 га землі для утримання церкви, кошти з яких йшли на будівництво.
З ряду причин будівництво храму розпочалося лише 12 липня 1890 року.
Теслярські роботи виконували 11 майстрів з Києва. Під час роботи вони мешкали у заможного господаря Кузьменка, що мав подвір'я на вулиці Земській. В них були креслення. Кобижчани по черзі годували цих робітників.
Чоловіки з кожного двору привозили на волах колоди з лісу і пиляли їх вручну на брус та дошки. Будували на гроші, які зібрали люди. Ліс пожертвував поміщик Неверовській, землю — Симоновський. Успенська церква була найбільшою та найкрасивішою серед інших кобижчанських церков. 
1895 року храм було освячено.
Автором проекту церкви був чернігівський губернський архітектор Андрій Дмитрович Фессалоницький.
У 1903 році парафія Успенської церкви простягалася на 2 км. Парафіянами були люди з 370 дворів, в кількості 3 тис. чоловік. Це були мешканці з 231 козацьких дворів, 83 — військових, 54 селян — власників.
Першим священиком і, вочевидь, організатором будівництва храму був Полонський Микола Олексійович.
З моменту освячення церква була закрита лише єдиного разу на період з 1937 по 1942 рік. У цей час вона використовувалася як склад зерна.
З розповіді мешканців села Кобижчі: після закриття церкви був повністю знищений різьблений позолочений іконостас, розібрані людьми або знищені ікони, зник архів. Позолоту із уламків іконостасу змивали вандали спеціальним розчином і забирали. Хрести залишилися на куполах.
У перші повоєнні роки склалася ситуація, коли Успенська церква була єдиною не тільки на село, але і для декількох сусідніх сіл. Тож на недільну службу з'їжджалися й сходилися люди не тільки з Кобижчі, а й з Браниці, Бобровиці, Горбачів, Козар, Іржавця (Носовського), Осокорівки, Наумівки та ін. На Великдень, Різдво, обидва храмові на майданчику біля воріт все було заставлено возами, в огорожі юрмилися, сиділи люди. 
1962 року у храм влучила кульова блискавка, але церква не зайнялася, вдруге діти бавилися зі свічками, але загоряння також не сталося.
Після 2000 року було здійснено повну заміну покрівлі. Протягом 2006—2007 років церкву було реставровано.
10 жовтня 2012 року церква повністю згоріла, збереглися лише фундаменти та хрести.

## Відбудова
Відразу після пожежі віряни Кобижчі облаштували тимчасову церкви і організували збір коштів на відтворення храму.
Було прийнято рішення відбудувати храм таким самим, яким він і був до пожежі, але вже у цеглі.
Вже 2013 року було розпочато відновлювальні роботи. 6 червня 2015 року Високопреосвященніший Архієпископ Ніжинський і Прилуцький Іриней освятив відбудовану церкву.

## Архітектура
Дерев'яну Успенську церкву так було описано у книзі Віктора Вечерського «Пам'ятки архітектури й містобудування лівобережної України»:
«Хрещата в плані, дев'ятизрубна, однобанна, з дзвіницею, дерев'яна. Має структуру типову для єпархіальних церков останньої третини 19 ст.: центральний квадратовий в плані четверик увінчано світловим восьмериком, перехід до якого в інтер'єрі вирішено за допомогою плоских трикутних пандативів та проміжної конструкції у вигляді зрізаної восьмигранної піраміди. Восьмерик вінчає баня параболічних обрисів із ліхтариком і маківкою. Рамена просторового хреста прямокутні в плані, їх чолові грані акцентовані трикутними фронтонами. Вівтар гранчастий. Приміщення у міжрукав’ях значно нижчі, ніж рамена, завдяки чому загальна композиція набуває пірамідальності й деякої центричності. З заходу до церкви прилягає триярусна дзвіниця типу «восьмерик на четверику», увінчана шатром із ліхтариком та цибулястою маківкою.
На фасадах стіни обшальовані дошками в стик: нижче рівня вікон – вертикально, вище — горизонтально, що створює певний декоративний ефект. Усі вікна прямокутні, облямовані простою лиштвою з трикутними сандриками. Карнизи прикрашені смугами дрібних сухариків. Під карнизами четвериків бані й дзвіниці проходить декоративний фриз, що імітує смугу ширинок — знаковий декоративний елемент з арсеналу форм московської мурованої архітектури XVI—XVII ст. Ці елементи декору, а також великі стрілоподібні кокошники, що завершують грані восьмериків бані й дзвіниці, надають будівлі певної своєрідності.
В інтер'єрі всі компартименти об'єднані за допомогою широких трапецієподібних арок. Збереглися олійні малювання кінця XIX ст. Церква збудована з брусу на високому цоколі. Стелі плоскі, по дерев'яних балках. Дахи вальмові й щипцові по дерев'яних кроквах, укриті, як баня та шатро, покрівельною сталлю.»